# Abu l-Fadl 'Allami
Abū l-Faḍl ʿAllāmī ibn Mubārak Nāgwārī (in arabo أبو الفضل علامي فهامي بن مبارك ناگواري‎?; Agra, 1511 – Narwar, 1602) è stato un politico e storico indiano.
Fu Primo ministro dell'Imperatore mughal Akbar e autore di un Akbarnāma (Libro di Akbar) e di una Pietra di paragone della saggezza.
Svolse un ruolo importante nel proporre una visione cosmopolita e religiosamente inclusiva dell'impero che durò per quasi due secoli nell'Asia meridionale. Fu la forza intellettuale chiave dietro il piano millenario di Akbar, fu segretario capo dell'imperatore ed emanò gli editti imperiali più importanti.

## Biografia
La famiglia di Abu l-Fadl 'Allami aveva antiche origini dal Sindh e dallo Yemen. Il padre Shaykh Mubārak e il fratello maggiore Abu'l Faiż Faiżī erano importanti figure di corte: il primo era consigliere religioso, mentre il secondo era poeta.
Abu l-Fadl 'Allami venne assunto a corte nel 1574, all'età di 23 anni. Ispirato da suo padre, si interessò all'eclettismo spirituale e a nuove interpretazioni della legge islamica. Vide nell'imperatore Akbar la figura ideale per la costituzione di uno Stato inclusivo, che non fosse dipendente da un solo punto di vista filosofico o religioso.
Il successo più importante di Abu l-Fadl 'Allami fu la razionalizzazione e l'enunciazione della grande visione imperiale di Akbar. In particolare, analizzò la politica dell'imperatore nell'opera Akbarnāma (Libro di Akbar), una raccolta di cronache scritta in un persiano di corte altamente stilizzato, il cui terzo volume era chiamato "Istituzioni di Akbar" (Ā‘īn-i Akbarī), un dettagliato manuale per la gestione dell'impero. Questi testi, illustrati dai principali pittori indiani e persiani, erano inediti nel loro genere in India o altrove nell'Asia musulmana, sia per contenuto sia per forma.
Attraverso di essi, Abu'l-Fażl monumentalizzò un'importante impresa di costruzione dello Stato nel primo mondo moderno.
Le sue idee innovative gli recarono non pochi nemici a corte, specie tra gli studiosi dell'Islam tradizionale. In particolare, si inimicò il clero quando prestò il suo sostegno a un progetto religioso avviato da Akbar che assomigliava, tra le altre cose, al messianismo della Mahdawīyya, basato su una cosmologia di sacra regalità che attingeva ai costumi santi del sufi e a forme di conoscenza cabalistica ed ermetica. Nel 1579 fu redatto un decreto (maḥżar) dal padre di Abu'l-Fażl e firmato da altri studiosi musulmani di alto livello che eleggeva Akbar a capo giureconsulto o mujtahid dell'epoca, un'autorità suprema in grado di usare la ragione in questioni di legge scritturale. Nella cronaca Akbarnāma Abu l-Fadl 'Allami descrisse Akbar come un essere messianico simile a un santo e ne tracciò la genealogia fino a un’antica nascita senza padre che coinvolgeva una luce divina.
Abu l-Fadl 'Allami trascorse gli ultimi anni come comandante militare anziano, guidando le campagne moghul nel sud. Oramai di grande influenza, venne fatto assassinare su mandato dell'erede al trono Jahangir.